# Platygaster keralicus
Platygaster keralicus är en stekelart som beskrevs av Ushakumari 2004. Platygaster keralicus ingår i släktet Platygaster och familjen gallmyggesteklar. Inga underarter finns listade i Catalogue of Life.